# جون روبرت كولومبو
جون روبرت كولومبو هو كاتب وشاعر كندي، ولد في 24 مارس 1936 في كيتشنر في كندا.

## وصلات خارجية
- الموقع الرسمي